# 克洛姆諾克山
46°52′53″N 13°47′17″E / 46.88139°N 13.78806°E
克洛姆諾克山（德語：Klomnock），是奧地利的山峰，位於該國南部，由克恩頓州負責管轄，屬於諾克山脈的一部分，距離大羅森諾克山5.2公里，海拔高度2,331米，每年平均降雨量2,511毫米。